# Iron (dialecte)
Pour les articles homonymes, voir Iron.
L'iron est l'un des deux dialectes actuels de la langue ossète, l'autre étant le digor. L'iron est le dialecte le plus répandu et forme la base de l'ossète littéraire.

## Différences entre l'iron et le digor
L'iron et le digor s'opposent par leur phonétique, notamment mais pas exclusivement au niveau de leurs voyelles. Quelques exemples :
- iron [ɨ]  digor [i] : фыд / фидæ - père
- iron [i] digor [e] : хид / хед - pont
- iron [u] digor [o] : æрду / æрдо - cheveu, poil
- iron [Co] digor [Cʷæ] : хо / хуæрæ -  sœur
- iron -Ø digor -æ : æхсæв / æхсæвæ  - nuit
- iron [d͡ʒ] digor [ɡ] : джитын / игетун - hésiter à

## Sources
- (ru)М.И. Исаев, Дигорский диалект осетинского языка, Moscou, Nauka, 1966.